# Kościół Boga Wszechmogącego
Kościół Boga Wszechmogącego (chiń. upr. 全能神教会; chiń. trad. 全能神教會; pinyin Quánnéng Shén Jiàohuì ang. The Church of Almighty God), zwany także Błyskawicą Wschodu (ang. Eastern Lightning) – nowy ruch religijny ustanowiony w Chinach, w 1991 roku. 
Związek wyznaniowy założył były nauczyciel fizyki Zhao Weishan. Osoby Jezusa dopatrzył się w swojej partnerce – Yang Xiangbin. W 2001 r. oboje dostali azyl w USA jako osoby prześladowane za poglądy religijne. Obecnie zarządzają organizacją religijną z Nowego Jorku. 
Podstawowym wierzeniem jest wiara w to, że Jezus Chrystus urodził się ponownie – pod postacią chińskiej kobiety. W doktrynie wspólnoty elementy chrześcijańskie są mieszane z elementami chińskiej pobożności ludowej i uzupełniane nowymi objawieniami.  
Grupa ta jest postrzegana jako niebezpieczna sekta i prześladowana przez chiński rząd komunistyczny. 
Kościół często wzywa swoich członków do "eksterminacji wielkiego czerwonego smoka" – odnosząc się do partii komunistycznej. Przepowiadali także koniec świata na 21 grudnia 2012.
Od 2018 roku Kościół Boga Wszechmogącego prowadzi w sieci działalność misyjną w Polsce.
W 2022 roku, władze indonezyjskie wzywały legalnie działające związki wyznaniowe do przestrzegania swoich wiernych przed działalnością wspólnoty.

## Kontrowersje
Kościół przez niezależnych obserwatorów oskarżany jest m.in. o porywanie ewangelicznych chrześcijan i znęcanie się nad nimi w celu zmuszenia do przyjęcia teologii oferowanej przez kościół. 

### Zabójstwo w McDonaldzie
W 2014 roku, grupa wyznawców kościoła zdemolowała jeden z chińskich McDonaldów. W trakcie szarpaniny, członkowie organizacji według świadków dopuścili się zabicia kobiety którą również uprzednio próbowali nawrócić, w której "widzieli diabła". W wyniku zdarzenia, 5 członków wspólnoty zostało skazanych na karę śmierci. Jednak, jak donoszą zachodnie media ludzie odpowiedzialni za całe zajście, mogli zostać mylnie powiązani z tą wspólnotą. Natomiast wyroki śmierci wydane na sprawców zdarzenia, miały stanowić element prowadzonej przez komunistyczny rząd propagandowej polityki antyreligijnej. Jednak należy nadmienić, że odpowiedzialni za ten czyn posługiwali się podobną nomenklaturą co członkowie kościoła. W rzeczywistości przypuszcza się, że choć mogli nie być bezpośrednio członkami Kościoła Boga Wszechmogącego, to mogli należeć do jednej ze wspólnot powstałej w wyniku rozłamu wewnątrz tego kościoła bądź być byłymi członkami, rozwijającymi doktryny ruchu na własną rękę.

### Izraelskie wybory
Podczas wyborów parlamentarnych w 2019 roku w Izraelu na Twitterze, pojawiło się wiele kont z hebrajskojęzycznymi nazwami, na których profilach widoczne były zdjęcia osób azjatyckiego pochodzenia. Zaopatrzanie kont obcojęzycznych w zdjęcia profilowe azjatów, jest kojarzone z praktyką tego kościoła, przez co konta te były postrzeganie jako przejaw działalności kościoła. Utworzone wtedy profile, agitowały wówczas na rzecz prawicowych polityków Izraela, wyrażając jednocześnie dezaprobatę w stosunku do niebiesko-białych i ich lidera Benniego Ganca. Niedługo potem, Twitter zbanował blisko 600 prawdopodobnie fałszywych kont podejrzanych o agitowanie w kampanii izraelskiej. Ustalono, że konta pochodziły spoza przestrzeni cyfrowej Izraela. Istnieją jednak podejrzenia, że konta te nie były działalnością wspólnoty, a akcją chińskiego rządu, mającą na celu dyskredytację kościoła.